# Горјанско
Горјанско (словен. Gorjansko, итал. Goriano) је насељено место у општини Комен, Обално-Крашка регија, Словенија.

## Историја
До територијалне реорганизације у Словенији било је у саставу старе општине Сежана.

## Становништво
У попису становништва из 2011. године, Горјанско је имало 263 становника.
| Број становника према пописима | Број становника према пописима | Број становника према пописима |
| ------------------------------ | ------------------------------ | ------------------------------ |
| 1991                           | 2002                           | 2011                           |
| 271                            | 271                            | 263                            |